# Zdeněk Polívka
Zdeněk „Gameover“ Polívka,  (* 2. dubna 1998) je český profesionální bojovník ve smíšených bojových uměních (MMA). Jeho domovským klubem je pražský Gorila MMA.
Je partnerem zpěvačky Lucie Vondráčkové.